# كنيسة القديسة بربارة (غروشيفسكايا)
كنيسة القديسة بربارة (بالروسية: Церковь Святой Великомученицы Варвары)، هي كنيسة روسية أرثوذكسية تقع في غروشيفسكايا، ستانيتسا، منطقة أوست-دونيتسكي، روستوف أوبلاست، روسيا. بدأ تأسيسها سنة 1877، واكتمل سنة 1884.

## تاريخ
بنيت الكنيسة باسم القديسة بربارة لأول مرة في قرية غروشيفسكايا في عام 1781. كانت من الخشب، وفي عام 1830 تم تجديد الكنيسة وتحويلها إلى الطوب. تم إجراء الإصلاح الرئيسي الثاني سنة 1859.
في 1 أغسطس 1876، تحولت الكنيسة إلى رماد لأسباب غير معروفة.
في سنة 1877، بنى السكان المحليين على رُكام الكنيسة المحروقة بيتا للصلاة، ووجهوا طلبا إلى الدون متروبوليتان للحصول على إذن ببناء كنيسة.
ومن غير المعروف متى بدأ بناء الكنيسة الجديدة بالضبط، ولكن من المفترض أن أعمال البناء استغرقت من 5 إلى 6 سنوات، وتم الانتهاء من ذلك في عام 1884.
في السنوات الأولى بعد إنشاء السلطة السوفياتية، حاول القرويون حماية الكنيسة من الانتهاكات، واستمرت الخدمات الإلهية هناك. ومع ذلك، في ثلاثينيات القرن العشرين تمكنت السلطات من إغلاق الكنيسة، ولكن ليس لفترة طويلة، ففي عام 1943، خلال الاحتلال الألماني، تم فتحها مرة أخرى. وفي الوقت نفسه، تضرر جزء المذبح من المعبد بشظايا قنبلة جوية. في عام 1975، تمكن القرويون من إرجاع الكنيسة إلى شكلها الأصلي.
في الفترة الراهنة، هناك مدرسة الأحد ومكتبة.